# Pont Auguste
Ne doit pas être confondu avec Pont d'Auguste (Narni).
Le pont Auguste est un pont routier franchissant l'Elbe à Dresde, en Saxe (Allemagne). Ce pont, reconstruit pour la dernière fois entre 1907 et 1910, relie l’Innere Neustadt, au nord (rive droite) au quartier historique de la ville, au sud (rive gauche).

## Histoire
Il y a eu un pont au même endroit, au moins depuis le XIIe siècle ; on y aboutissait par une porte de la ville, devenue la Georgentor au XVIe siècle. Sous le roi Auguste II le Fort de Pologne et de Saxe, un nouveau pont en grès a été construit entre 1727 et 1731, qui était l’œuvre d'un architecte de Dresde, Daniel Pöppelmann (1728–1730) ; malgré les protestations contre la reconstruction de cet ouvrage d'art, l’accroissement du trafic imposait sa démolition : il a donc été remplacé par l'ouvrage actuel, conçu par Wilhelm Kreis et Hermann Klette (de). Kreis imagina un pont utilisant des matériaux modernes, mais respectant au plus près l'architecture historique de l'ancien pont, et ce compromis trouva la faveur du public. Le recours au béton armé revêtu de pierres naturelles permettait de passer de 18 arches étroites à neuf grandes arches. Le 7 mai 1945, les troupes allemandes firent sauter un des piliers du pont, un jour avant la fin de la Seconde Guerre mondiale. Il sera remplacé par un équipement provisoire jusqu'à sa reconstruction en 1949.

## Transports
Trois lignes de tramway franchissent le pont.  

## Vues du pont
Depuis le pont, la vue sur la vieille ville est surnommée Canaletto Blick (vue Canaletto), d'après les tableaux du peintre Bernardo Bellotto, dit Canaletto, au XVIIIe siècle.

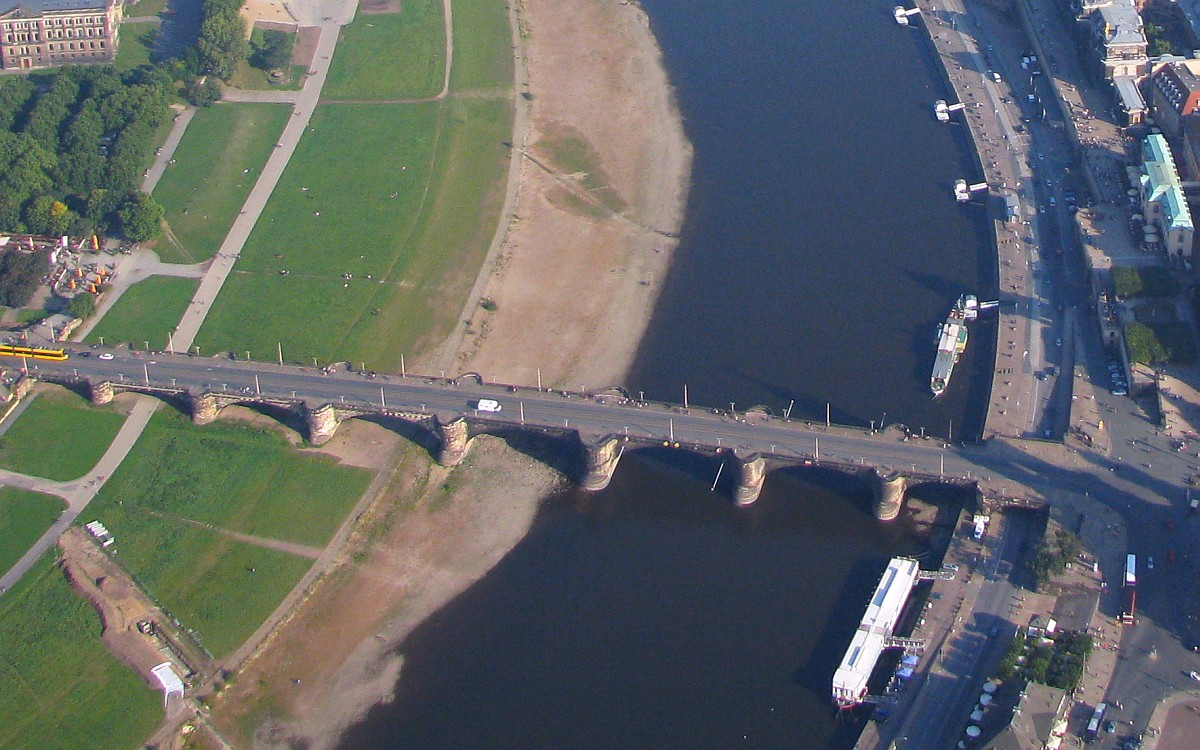
Vue aérienne
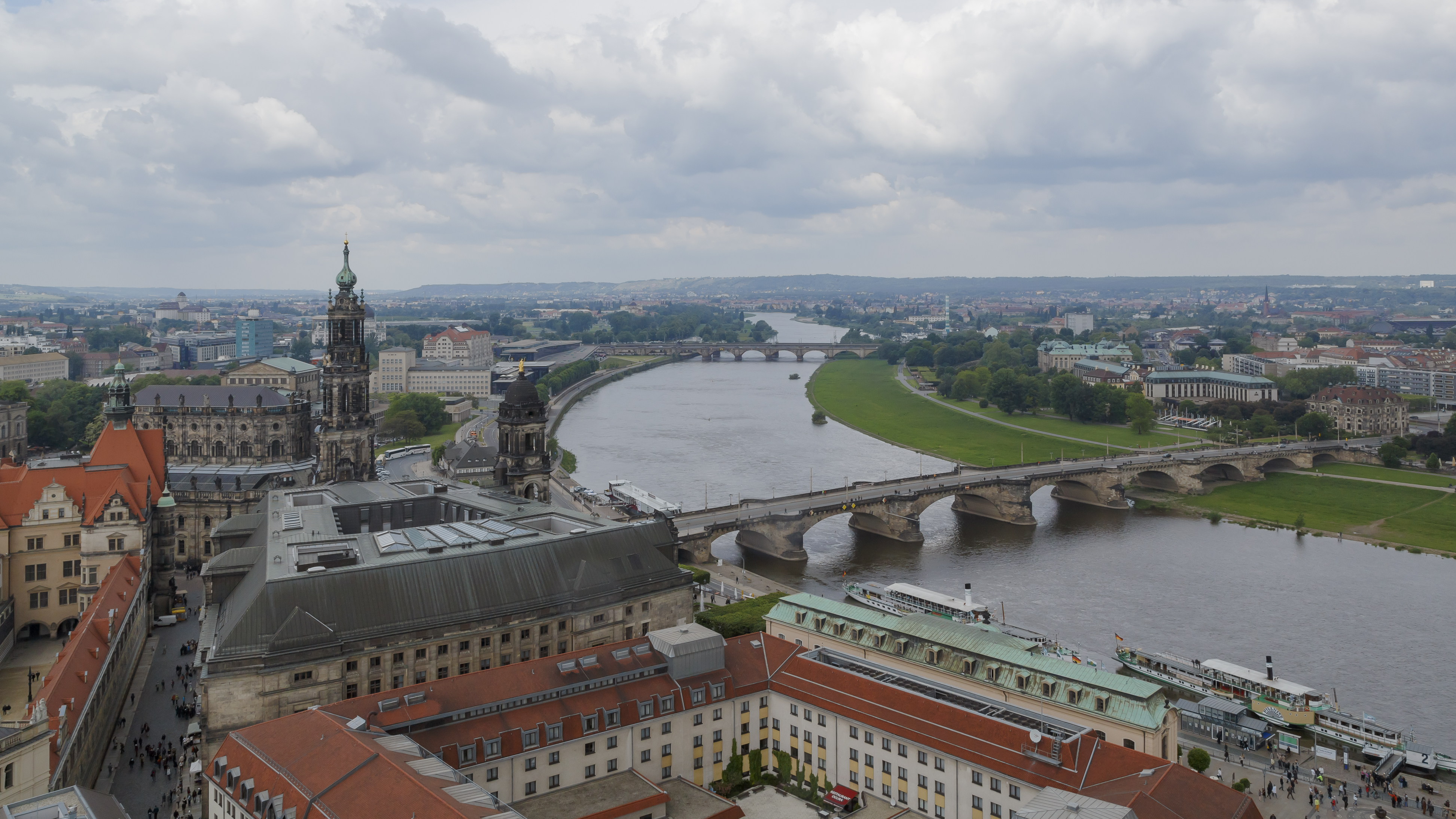
Vue depuis la vieille ville
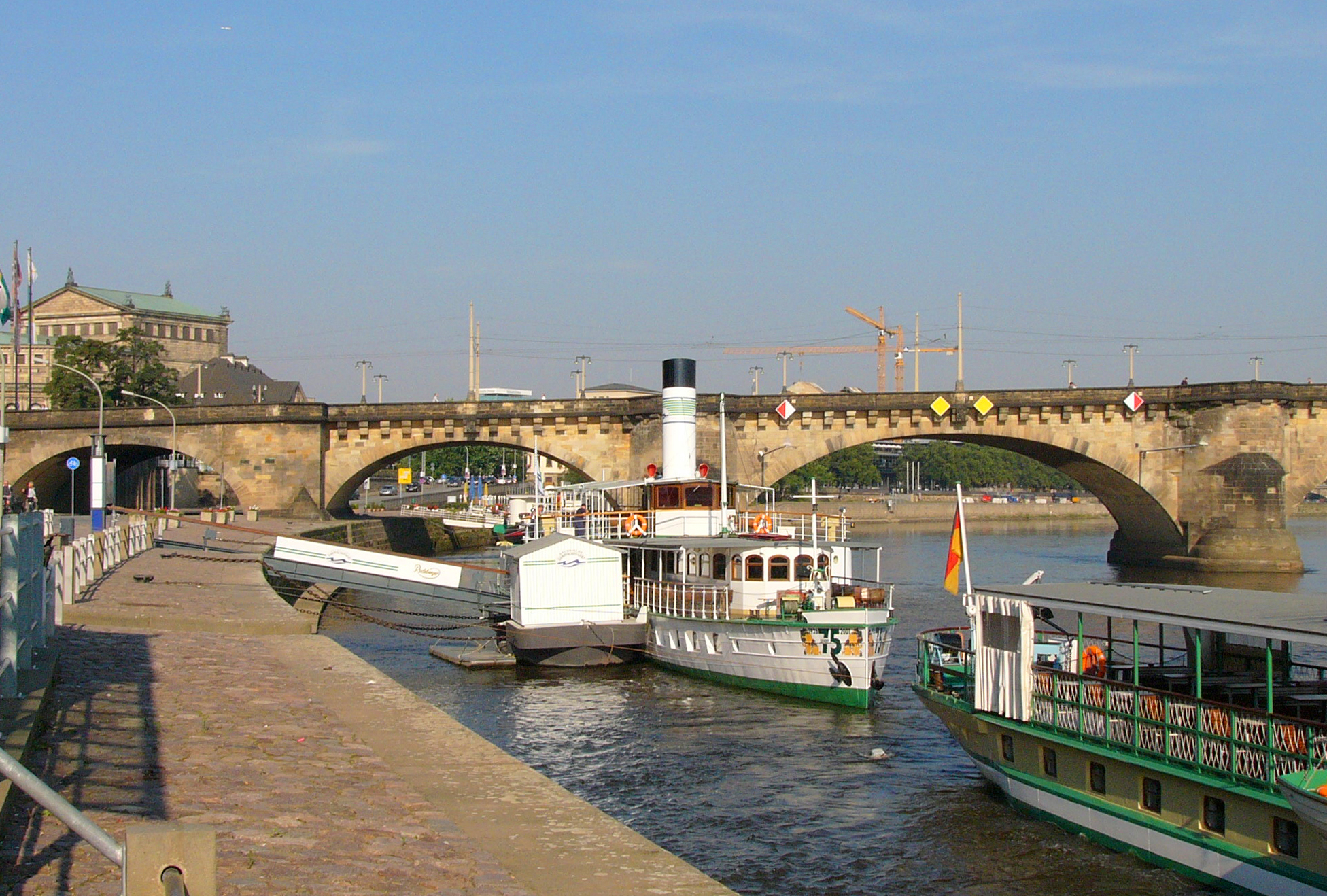
Sur les rives
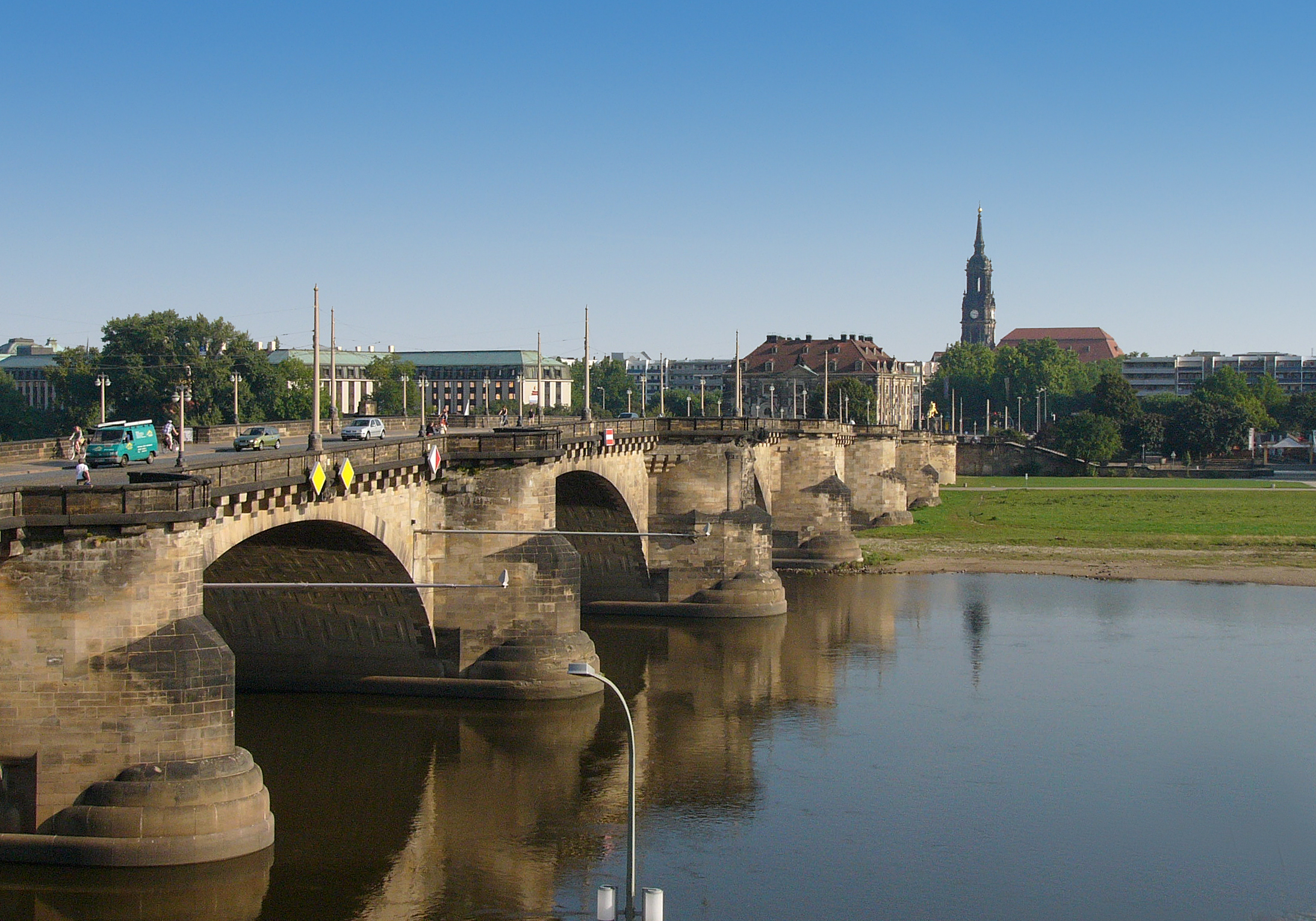
Les arches du pont
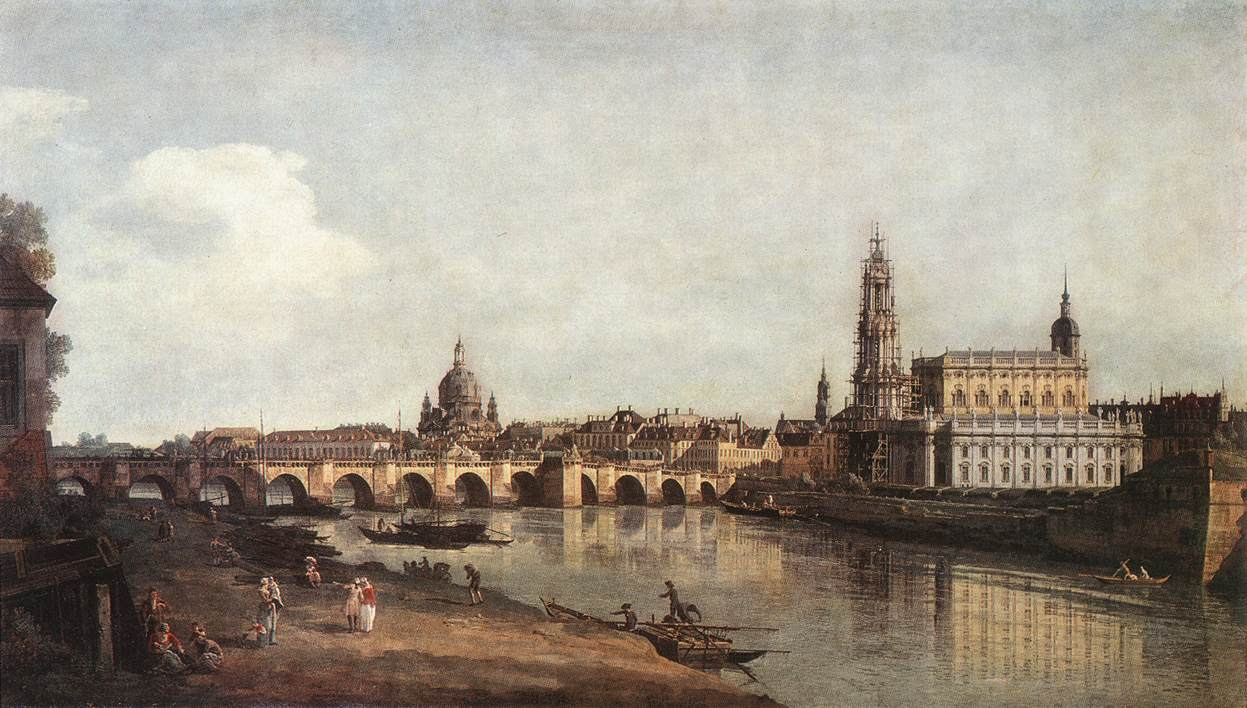
Vue au XVIIIe siècle par le peintre Bernardo Bellotto